# Церква Святої Ганни (Ялова)
Церква Святої Ганни, (біл. Царква́ Сьвято́й Га́нны) — чинна церква в селі Ялова, Великосельська сільська рада, Пружанський район, Берестейська єпархія; збудована на честь святої праведниці Ганни в 1871 році. Церква — пам'ятник народної дерев'яної архітектури.
Протягом всієї своєї історії церква належала до Шарівської парафії.

## Архітектура
Церква побудована з соснового брусу. Компактний прямокутний у плані об'єм переходить у трьохкантову апсиду, трьохвальмове покриття якої пластично збагачує дах основної будівлі. Коник даху над головним фасадом закінчується двохярусною чотирьохкантовою вежею на конічній підставці. Кантові фасади закінчуються невеликими фронтонами з дерев'яними скульптурами всередині. Виніс даху над головним фасадом створює стовповий «затінок», під яким розміщено прямокутний вхідний виріз. Справа від входу розміщується заслонена віранда з окремим входом. Сцени не мають особливого декору, прорізані прямокутними віконними рамами у звичайній даховій литві.

## Історія
1 червня 1961 року діюча приписна церква в селі Ялова була знята з обліку в Берестейському облвиконкомі. У 2006 році державні органи знову зареєстрували православну парафію Церкви святої Анни в селі Ялова.
Богослужіння в церкві проходять в день пам'яті праведниці Ганни, на третій день Великодня, Святої Трійці та Різдва.
| Церква (споруда) | Це незавершена стаття про церковну будівлю. Ви можете допомогти проєкту, виправивши або дописавши її. |

]]